# Rita Amada Lopes de Almeida
Rita Lopes de Almeida, I.J.M.J., řeholním jménem Rita Amada de Jesus (5. března 1848, Ribafeita – 6. ledna 1913, tamtéž) byla portugalská římskokatolická řeholnice, zakladatelka a členka kongregace Sester Institutu Ježíše, Marie a Josefa. Katolická církev ji uctívá jako blahoslavenou.

## Život
Narodila se dne 5. března 1848 v Ribafeitě v Portugalsku jako čtvrté ze sedmi dětí Manuelu Lopezovi a Josefě de Jesus Almeida. Vyrůstala v hluboce věřící katolické rodině.
V mladém věku uvažovala o vstupu do benediktinského kláštera ve Viseu, proticírkevní zákony, které byly tou dobou v Portugalsku platily jí to však neumožnily. Když se nemohla stát řeholnicí, věnovala se misijnímu apoštolátu, kdy cestovala po Portugalsku a učila lidi víře a morálním hodnotám, které byly tou dobou potlačovány, a propagovala modlitbu růžence.
Ve svých 29 letech byla v Portu přijata do kongregace Milosrdných sester. Po krátké době však kongregaci opustila, jelikož se neztotožňovala s jejím charismatem. Dne 24. září 1880 založila v Ribafeitě ženskou řeholní kongregaci Sester Institutu Ježíše, Marie a Josefa. Do kongregace také sama vstoupila. V místní farnosti založila školu pro chudé děti, provozovanou její kongregací. Poté, co se kongregace rozrostla, organizovala založení dalších škol v Castelo Branco, v Portu a v Guardě.
Roku 1910 portugalská vláda zakázala působení řeholních řádů a kongregací v zemi, načež se musela po dobu tří let spolu s dalšími členkami její kongregace skrývat a působit v utajení. Roku 1912 poslala několik sester z kongregace na misii do Brazílie.
Zemřela dne 6. ledna 1913 v Ribafeitě.

## Úcta
Její beatifikační proces započal dne 2. září 1991, čímž obdržela titul služebnice Boží. Dne 20. prosince 2003 ji papež sv. Jan Pavel II. podepsáním dekretu o jejích hrdinských ctnostech prohlásil za ctihodnou. Dne 20. prosince 2004 byl uznán zázrak na její přímluvu, potřebný pro její blahořečení.
Blahořečena pak byla dne 28. května 2006 na náměstí katedrály Panny Marie ve Viseu. Obřadu předsedal jménem papeže Benedikta XVI. kardinál José Saraiva Martins.
Její památka je připomínána 24. září. Bývá zobrazována v řeholním oděvu. Je patronkou jí založené kongregace.